# Igor Alexandrovitch Voulokh
Igor Alexandrovitch Voulokh, aussi  Igor Voulokh (en russe  Игорь Александрович Вулох), né le 3 janvier 1938 à Kazan et mort le 28 novembre 2012, est un artiste russe.
Après avoir achevé une formation artistique en peinture, Voulokh s'installe à Moscou et entame des études à l'Institut national de la cinématographie. En 1961 est présentée sa première exposition personnelle dans les salles de l'Union des Artistes de Moscou. Puis Voulokh commence à étudier les œuvres théologiques. En 1970, il commence à travailler à l'Académie théologique comme assistant à la chaire des croyances occidentales.
Les changements dans la vie politique du pays déclenchent dans les années 1980 et au début des années 1990 une vague d'expositions de l'avant-garde russe, où les œuvres d'Igor Voulokh sont exposées. Le Collegium International des Peintres lui attribue en 1993 la bourse du Ministère de la Culture du Land de Brandebourg. Le peintre réside pendant plusieurs mois en Allemagne, où il réalise des tableaux de grand format. Au début de 1994 Voulokh crée une série graphique sur les poèmes de Tomas Tranströmer. L'année suivante, une exposition des travaux d'Igor Voulokh est présentée au Musée d'art contemporain de Silkeborg au Danemark.

## Biographie
Igor Voulokh est né à Kazan le 3 janvier 1938. Son enfance et sa jeunesse se sont déroulées pendant la guerre et l'après-guerre. Son père, Alexandre, est parti à la guerre, laissant sa mère Lidia seule. Son père est décédé en 1942 et sa mère a été hospitalisée, affamée et épuisée. Ignorant que sa mère était à l'hôpital, Voulokh a fini par être placé dans un foyer pour enfants. Après la guerre, Lidia a cherché Igor et l'a finalement retrouvé.
Dès sa plus tendre enfance, Voulokh a manifesté un penchant pour l'art. Ses premiers croquis, très clairs et lumineux, émerveillèrent les professeurs de l'École des Beaux-Arts de Kazan, où il étudia la peinture de 1953 à 1958.
Étudiant, Voulokh fut fortement influencé par son professeur Victor Podursky (professeur à l'Académie des Beaux-Arts de Shanghai et fin connaisseur de l'art japonais et chinois). Son paysage « Hiver », exposé à l'Exposition d'art pan-soviétique de 1957 au Manège de Moscou, lui valut sa première reconnaissance : deux critiques positives des sculpteurs soviétiques classiques Konenkov et Yuon parurent dans un journal.
Voulokh a postulé à l'Institut d'art Surikov à Moscou mais n'est pas admis. Grâce à la protection du célèbre peintre Georgy Nissky, Voulokh entre au département d'art de l'Institut d'État soviétique de cinématographie (VGIK).
Au Musée des beaux-arts Pouchkine, Voulokhh rencontre le jeune artiste Anatoly Zverev. Ses dessins attirent son attention grâce à leur style original et vivant. Leur passion pour la peinture rapproche les deux artistes et ils se lient d'amitié. La même année, Voulokh épouse Kira Viktorova.
La première exposition de Pablo Picasso dans l’histoire soviétique au musée Pouchkine en décembre 1956, qui fut un choc profond pour le peuple soviétique et sembla bouleverser certaines couches géologiques de son esprit, l’Exposition internationale d’art au parc Gorki, dans le cadre du VIe Festival international de la jeunesse en juillet 1957, et l’exposition d’art américain de Moscou en 1958, qui présentait l’expressionnisme abstrait de Jackson Pollock et de Willem de Kooning, eurent un tel impact sur Voulokh qu’il ne ressentit plus le besoin de suivre la plupart des matières liées au dogme soviétique enseignées à l’Institut de cinématographie, qu’il quitta en 1960, pour s’engager librement dans le processus créatif.

## Les amis de ces années
En 1961, Voulokh rencontra le poète Gennady Aigi chez Naoum Kleiman, qui travaillait à la Fondation nationale du cinéma à Belye Stolby. Ils formèrent ensuite un duo poète-artiste : Igor réalisa une série de croquis d’après la poésie d’Aigi. Aigi dédia un cycle de poèmes à Voulokh. Plus tard, tous deux travaillèrent comme éditeurs du catalogue « Mayakovsky Artist » publié en 1961. Aigi connaissait bien le premier mouvement d’avant-garde et était un fin connaisseur de poésie, étudiant les œuvres littéraires interdites et oubliées. Il a travaillé au musée Maïakovski, qui comptait parmi ses visiteurs Nikolaï Khardjiev et Alexeï Kroutchénikh, qui organisaient des expositions d'artistes d'avant-garde des années 1920 : Tatline, Malevitch, Larionov, Gontcharova et Filonov. Voulokh était particulièrement proche de Khardjiev et fut fortement influencé par lui. Voulokh s'est également lié d'amitié avec le rare étranger vivant à Moscou qui s'intéressait à l'art d'avant-garde russe : l'historien d'art danois Troels Andersen (ancien directeur du musée Jorn de Silkeborg). Fin connaisseur et amoureux de l'avant-garde russe, Andersen a ensuite écrit un ouvrage en quatre volumes sur Kazimir Malevitch et organisé une rétrospective de son œuvre à New York.
L'année 1961 fut également marquée par la première exposition personnelle de Voulokh à Moscou, au Salon de l'Union des Artistes. Cette même année, Voulokh rejoignit également la section jeunesse de l'Union des Artistes de Moscou.
Progressivement, Voulokh gagna en reconnaissance auprès d'autres peintres non-conformistes qui aspiraient à perpétuer les riches traditions de l'avant-garde russe et du cubisme, interdites en URSS depuis la fin des années 1920. Edik s'est lié d'amitié avec des peintres tels que Anatoly Zverev, Oscar Rabin, Ülo Sooster, Eduard Gorokhovsky, Boris Zhutovsky, Mikhail Roginsky, Mikhail Grobman, Igor Shelkovsky, Mikhail Shvartsman, Yury Zlotnikov, Vladimir Andreenkov, Valentina Apukhtina, Alexey Kamensky, Andrey Krasulin, Mikhail Krunov, Igor Novikov, Boris Otarov, Vladimir Soskiev, Oleg Tatarintsev, Marlen Spindler, Valery Yurlov et Vladimir Yakovlev. Igor a entendu parler du célèbre collectionneur George Kostaki, dont les murs et même le plafond de l'appartement, selon des témoins oculaires, étaient entièrement recouverts d'œuvres d'artistes russes d'avant-garde des années vingt.

## École de théologie
En 1968, Voulokh commence à peindre des peintures minimalistes blanches. Il reviendra périodiquement au thème du « blanc pur » tout au long de sa carrière. Ces œuvres subtiles aux tons pastel constituent ce qu'on appelle sa « période blanche ». À cette époque, ses aspirations spirituelles et son étude des œuvres théologiques conduisent Voulokh à l'École de théologie du monastère de la Trinité-Saint-Serge. Il y devient assistant au département des religions occidentales. Parallèlement, Voulokh poursuit son activité professionnelle, expérimentant différents domaines de la peinture.
Voulokh a été admis à la section moscovite de l'Union des artistes de l'URSS en 1971. Son adhésion à l'Union des artistes lui a permis de se concentrer sur ses activités artistiques et de gérer son temps comme il l'entendait, au lieu de travailler de 9 à 17 heures.

## Période blanche
En 1983, Igor rencontre sa future épouse, l'artiste Natalya Tukolkina-Okhota. Elle « connaît » déjà Voulokh grâce à ses œuvres. Leur fille naît en 1985.
En 1988, Troels Andersen publie au Danemark la première monographie consacrée à Voulokh, dont l'art n'est pas encore officiellement reconnu en Russie. La préface de l'ouvrage contient les Douze parallèles à Igor Voulokh de Gennady Aigi. Les œuvres de Voulokh évoquent des artistes aussi divers que Morandi, Jean Fautrier et Nicolas de Staël, mais elles sont avant tout issues de la tradition russe, malgré toutes les ruptures et tous les isolements. Elles vivent dans les conflits entre l'abstraction et l'expérience de la nature ; les tableaux sont tantôt des signes, tantôt des expressions vibrantes d'un état spirituel. Citation de Troels Andersen.

## En Allemagne et en Scandinavie
En 1991, Voulokh se rend à Berlin-Ouest à l'occasion d'une exposition personnelle à la galerie Brauner et Popov. En 1993, Voulokh bénéficie d'une bourse du Brandebourg et séjourne avec sa femme au château de Wiepersdorf, en Allemagne.
En 1994, Voulokh a réalisé une série d'illustrations graphiques pour les poèmes du grand poète suédois contemporain Tomas Transtremer ; cette série a ensuite été exposée au Festival de poésie Transtremer sur l'île de Gotland.
Igor Voulokh a demandé à l'administration du Brandebourg de faire don des peintures qu'il avait réalisées à Wiepersdorf au Musée d'art danois, dirigé par Troels Andersen. Cela a conduit à l'organisation de l'exposition personnelle de Voulokh et à son voyage au Danemark. Le musée d'Andersen possédait d'importantes archives sur l'histoire de l'art international. Outre la découverte d'œuvres très rares sur l'histoire de l'art, Voulokh a puisé une inspiration artistique lors de ce voyage.

## Une récompense méritée
En 1996, le ministère de la Culture a nommé Voulokh pour le Prix d'État. À l'époque soviétique, ce prix n'était décerné qu'aux maîtres reconnus du réalisme socialiste. Ce geste témoigne de la reconnaissance tant attendue de l’art underground par l’État. Des artistes underground ont été nommés pour ce prix pour la première fois dans l'histoire de la Russie.
Quelques années auparavant, le banquier et collectionneur suisse Urs Haener s'intéressait à l'œuvre de Voulokh. Accompagné de la galeriste suisse Nadja Brykina, il se rendit dans l'atelier de Voulokh, examina ses œuvres et s'enquit de leur origine. Haener, homme d'exception, étonna Igor par sa connaissance et sa compréhension de l'art contemporain. Sa passion et son désir sincère de faire connaître les œuvres de Voulokh au monde entier le plus rapidement possible furent véritablement stupéfiants. Pendant de nombreuses années, Urs Haener collectionna les œuvres de Voulokh et lui apporta son aide. Parallèlement, la Fondation Soros a accordé une bourse à Voulokh en 2001 pour le catalogue d'une exposition à succès à la Fine Art Gallery. Quelques années plus tard, en 2006, Urs Haener orchestre la publication d'un magnifique ouvrage sur Voulokh – la première et la plus importante monographie, publiée simultanément en plusieurs langues.
La publication de la monographie a été suivie d'une autre exposition personnelle de Voulokh, cette fois à la galerie Nadja Brykina en Suisse. Troels Andersen a été invité comme expert spécial chargé de la sélection des œuvres. Il les a regroupées et a rédigé une critique pour chaque groupe. L'exposition, organisée à Zurich en 2006, a été un succès et a reçu des critiques élogieuses de la part de la critique occidentale.

## Voulokh et Taroussa
Voulokh a construit une maison à Taroussa, surnommée « Barbison russe sur l’Oka », afin d’y peindre dans l’atmosphère particulière de cette petite ville de l’Oka, empreinte d’un spiritualisme de haut niveau et d’une grande indépendance d’esprit. Il se souvient que dans les années 1950 et 1960, époque de sa jeunesse et de son activité artistique, Taroussa était une sorte de refuge et d'oasis de l'intelligentsia libre-penseuse, regroupée autour de l'écrivain Konstantin Paustovsky, la veuve du poète Osip Mandelstam - Nadezhda Mandelstam, du poète Nikolaï Zabolotski, Nikolaï Otten, Vladimir Golyshev, poète Arkady Steinberg et ses deux fils - artistes Eduard Steinberg et Boris Steinberg.
En raison des répressions de la fin de l'ère Brejnev contre l'intelligentsia et de l'émigration massive de personnes indépendantes de l'URSS dans les années 1970 et 1980, l'ancien climat culturel favorable de Tarusa s'était en grande partie évaporé. Cependant, à la fin des années 1990, une certaine aura des années 1960 a commencé à se faire jour. L'élite artistique moscovite fut de nouveau attirée par Taroussa. Taroussa confirma sa réputation de « Barbison russe sur l'Oka », redevenant un lieu prisé par de nombreux peintres et artistes. Ces personnalités furent à l'origine de ce qu'on appellera plus tard « le second renouveau de Taroussa », un lieu culturel à part entière sur la carte de la Russie, un lieu privilégié de libre pensée et de liberté intérieure pour de nombreux représentants de l'intelligentsia moderne, privés de ces qualités dans les grandes villes, marquées par une bureaucratie écrasante et un ordre social rigide. Le renouveau de Taroussa fut marqué par l'instauration de lectures annuelles de poésie en automne à la mémoire de Marina Tsvetaïeva et par le festival d'automne annuel du grand musicien Sviatoslav Richter, inauguré par lui-même peu avant sa mort.
Cela créa à Taroussa une atmosphère nouvelle, bien plus propice à la recherche et au développement artistiques de Voulokh. Sa propre maison en bois, au bout de la rue Paoustovsky, où il vivait et travaillait, devint une sorte de laboratoire artistique où il présidait des réunions de personnes partageant les mêmes idées et de complices, plongés dans l'art, ses problématiques et ses perspectives d'avenir.
Igor Voulokh a travaillé jusqu'à sa mort, survenue dans la nuit du 28 novembre 2012 à l'hôpital.

## Galerie

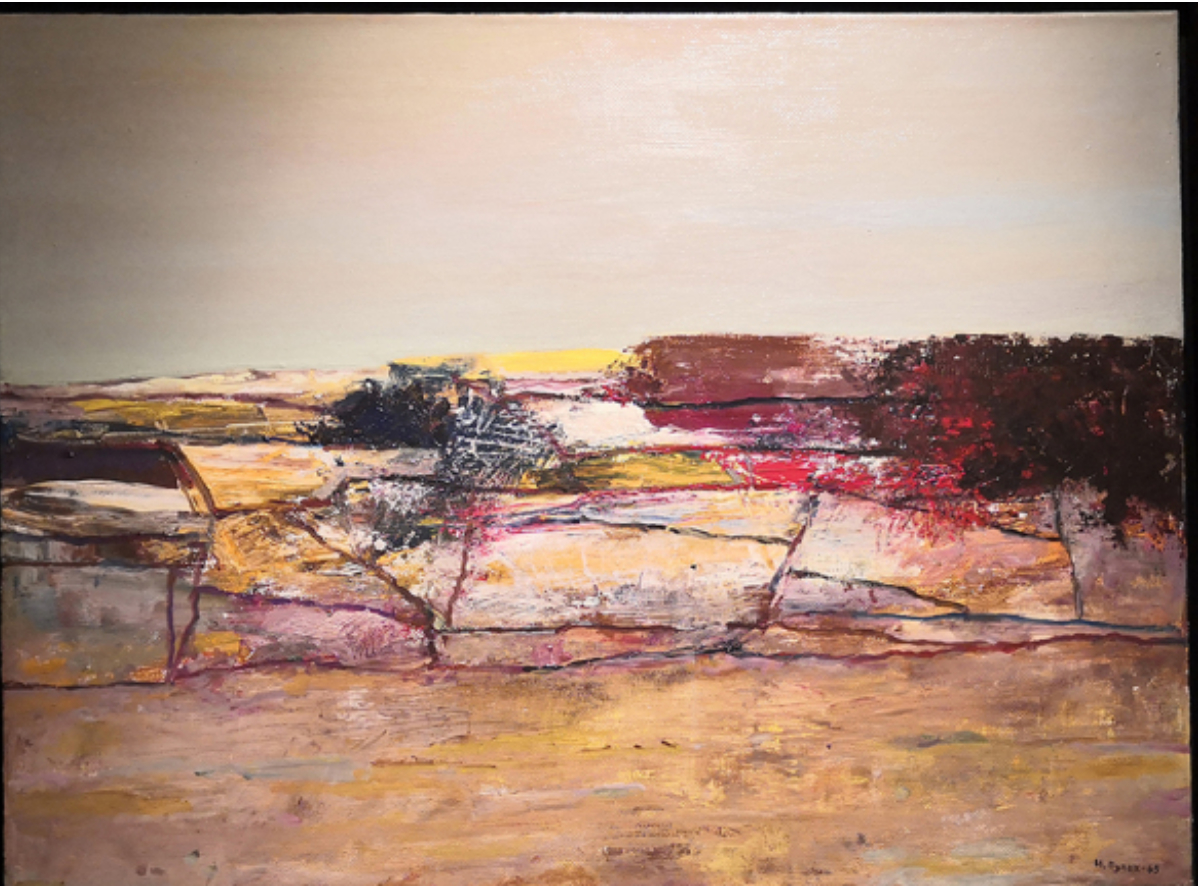
Paysage en rouge (1965)
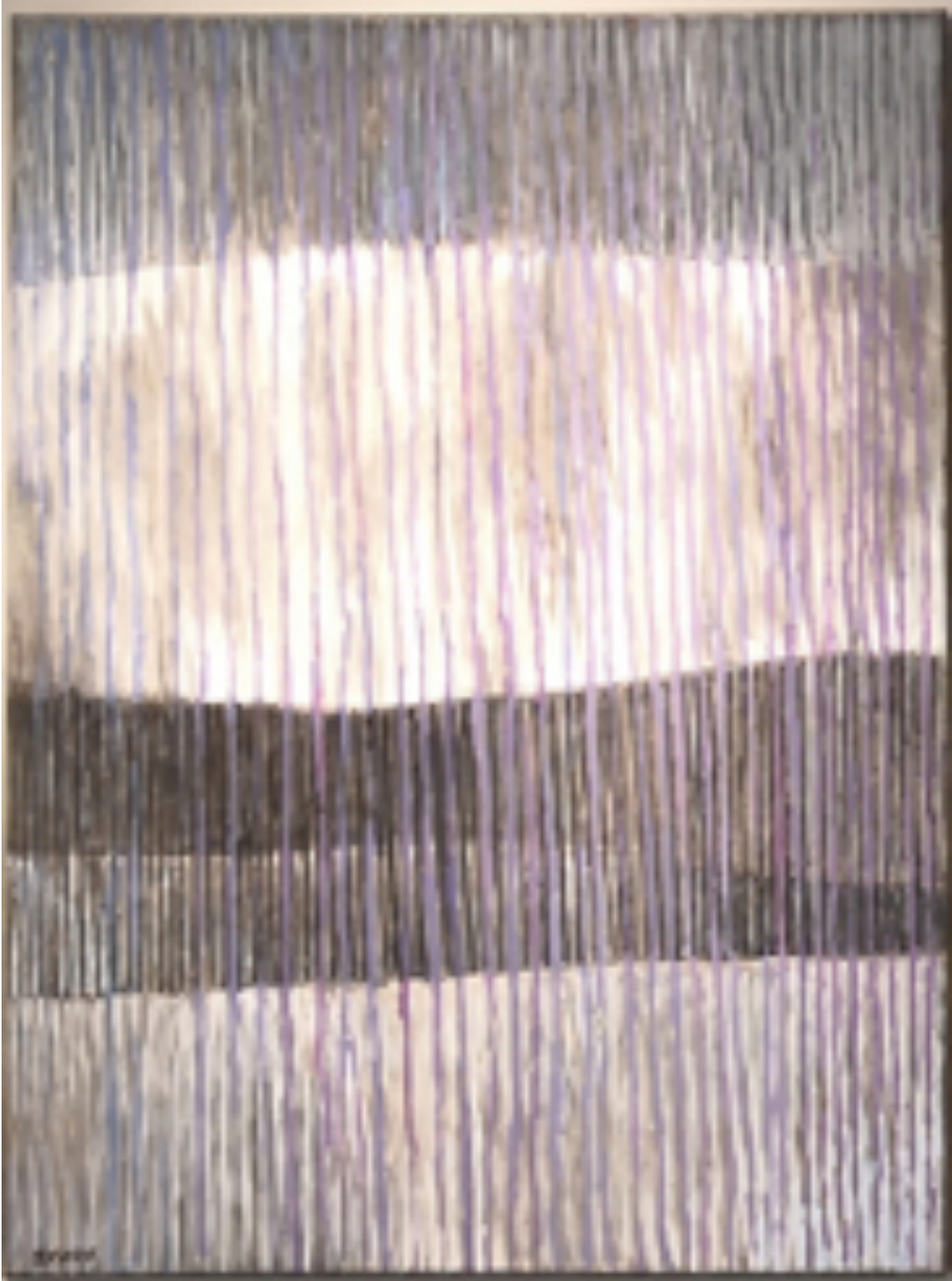
Paysage sous la pluie (1977)
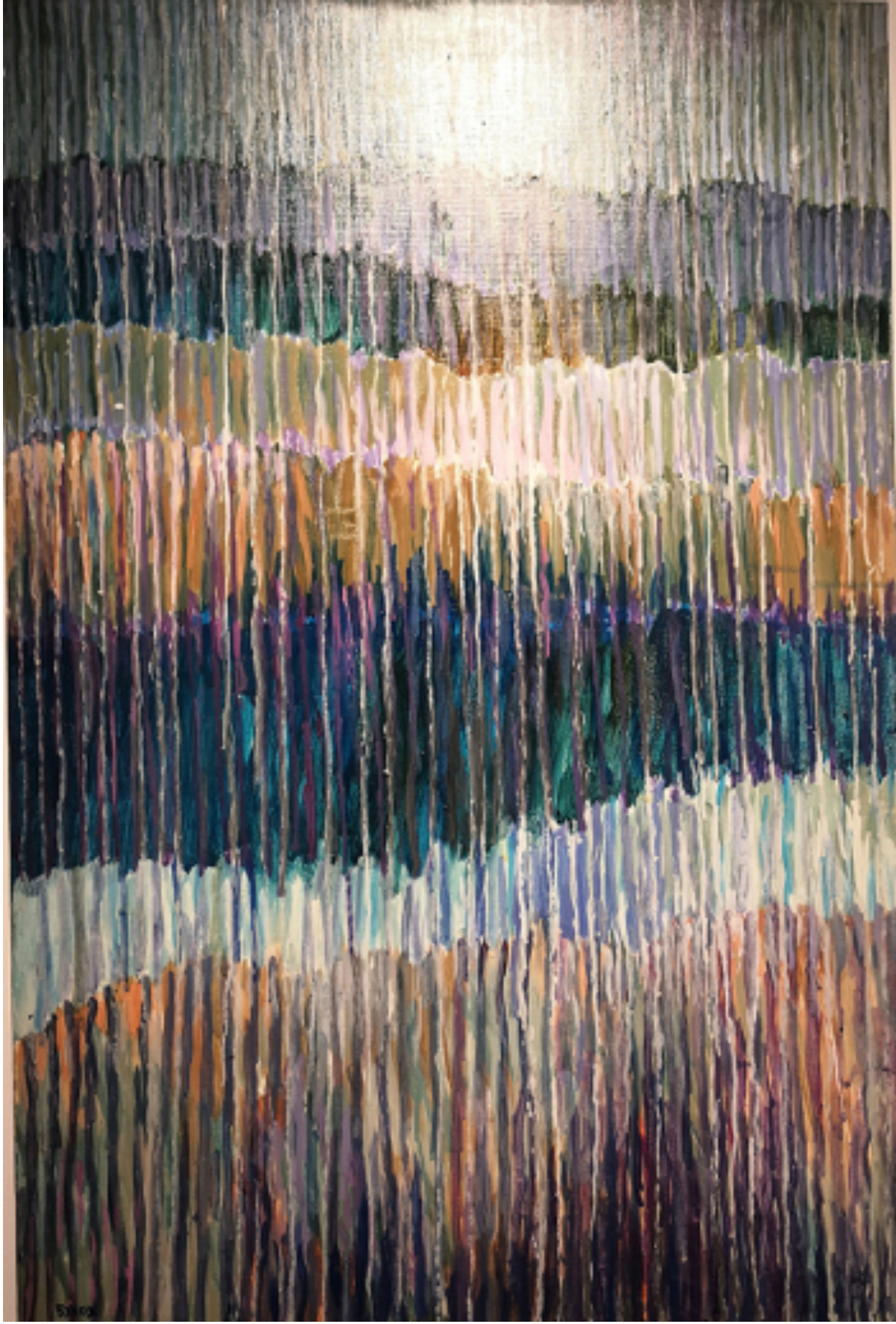
Paysage avec rivière 2008
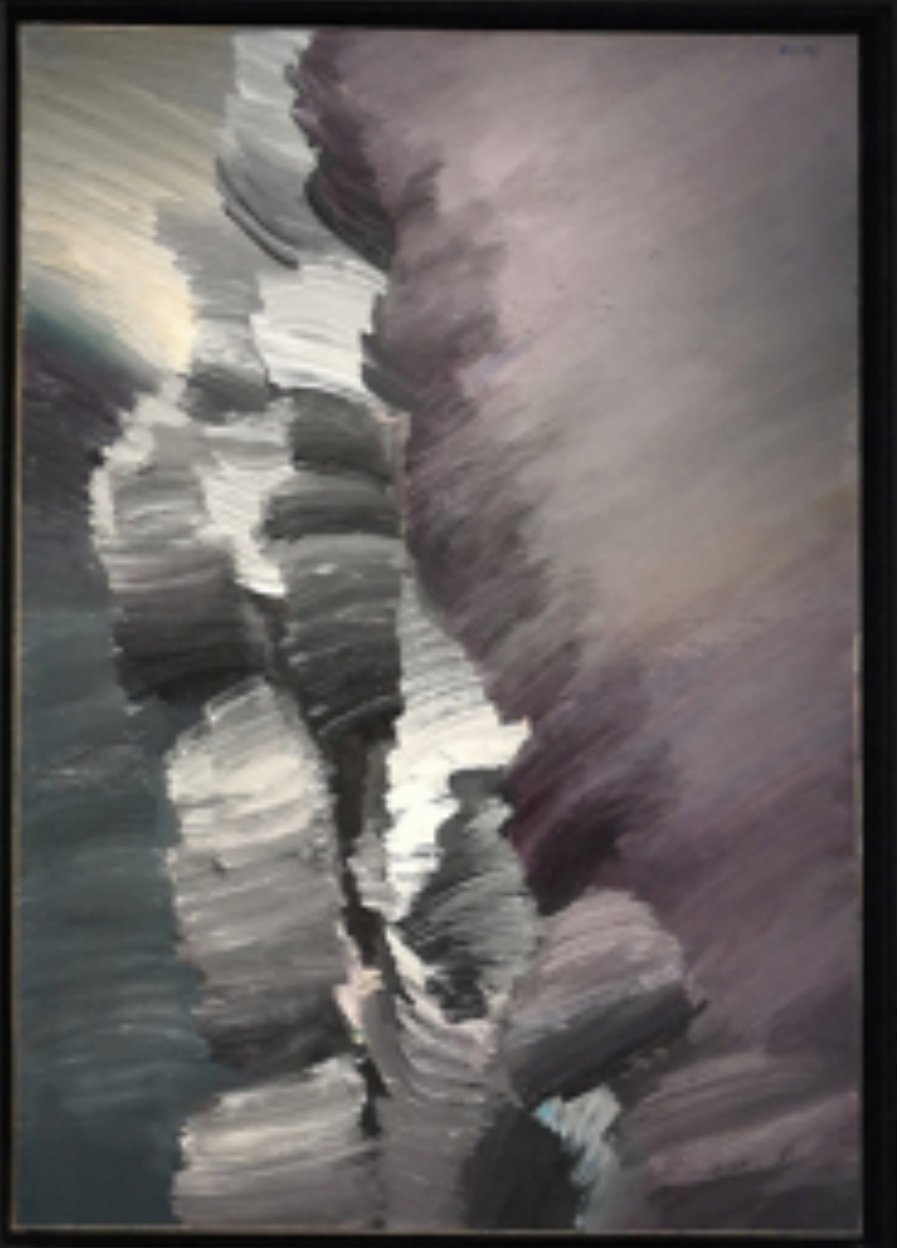
Paysage orageux (1979)
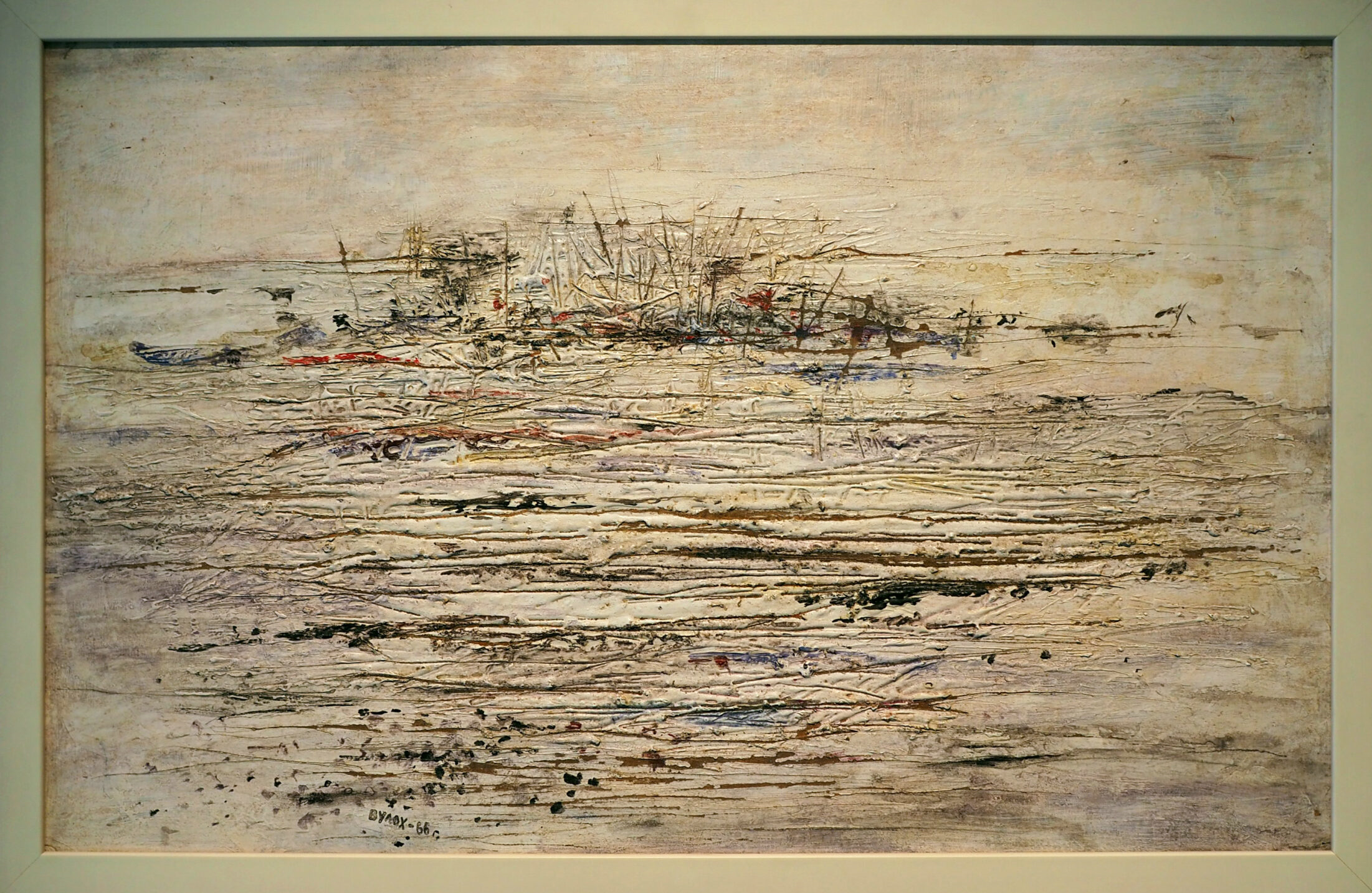
Paysage blanc (1967)

## Expositions
- 2011  Musée Russe, Saint-Pétersbourg.
- 2009 Musée d'art moderne de Moscou - MMOMA, Moscou
- 2008 Musée d'art contemporain ART4.RU, Moscou
- 1995 Musée d'art contemporain, Silkeborg, Danemark